# 京都市立朱雀第六小学校
京都市立朱雀第六小学校（きょうとしりつ すざくだいろくしょうがっこう）は京都府京都市中京区西ノ京車坂町にある公立小学校。

## 沿革
- 1931年（昭和6年）12月15日 - 設立の旨指定（京都府告示912号）[1][2]
- 1932年（昭和7年）9月1日 - 京都市立朱雀第六尋常小学校として日新電機工場跡に開校[3]。朱雀第二校から山陰本線以南（山陰本線以東では太子道以南）の児童を収容[4]。
- 1935年（昭和10年）- 京都大水害により校舎が被害を受ける[5]。
- 1941年（昭和16年）4月 - 国民学校令により京都市立朱雀第六国民学校と改称[2]
- 1947年（昭和22年） - 学制改革により京都市立朱雀第六小学校と改称[2][6]

## 通学区域
朱雀第六小学校の通学区域は、朱雀第六学区から西ノ京星池町の一部を除いた地域に、西ノ京東月光町の全部と西ノ京小倉町の一部、聚楽廻中町のJR山陰本線以南を加えたものである。

## 卒業後の進路
卒業後は基本的に京都市立西ノ京中学校に進学する。

## 周辺
学校周辺については、当該校が含まれる元学区について説明する「#朱雀第六学区」の節を参照。

## 交通
公共交通機関の最寄駅・停留所は以下のとおり。
鉄道
- 京都市営地下鉄東西線 二条駅
- JR山陰本線（嵯峨野線） 二条駅・円町駅

路線バス
- 京都市営バス・京都バス・西日本ジェイアールバス 丸太町御前通・丸太町七本松・千本旧二条停留所

## 朱雀第六学区
朱雀第六学区（すざくだいろくがっく）は、京都市の学区（元学区）のひとつ。京都市中京区に位置する。朱雀第六小学校の通学区域をおおむねの範囲とする、京都市の地域自治の単位となっている。
朱雀第六学区の名称の朱雀のもととなるのは明治22年（1889年）の町村制施行に伴い、聚楽廻、西京村、壬生村が合併して成立した朱雀野村である。朱雀野村は大正7年（1918年）に西院村の一部と共に京都市下京区（当時）に編入され、編入された区域は下京第34学区となった。
下京第34学区は、昭和4年（1929年）に、学区名が小学校名により改称され、上京区・下京区から、左京区・中京区・東山区が分区されると、朱雀学区となり、中京区に属した。
学区内には、明治37年（1904年）に朱雀野小（のちに朱雀第一小と改称）が創立し、大正元年（1912年）には朱雀野第二小（のちに朱雀第二小と改称）、大正10年（1921年）には松原小（のちに朱雀第三小と改称）、昭和4年（1929年）に朱雀第四小、昭和5年（1930年）に朱雀第五小、昭和7年（1932年）に朱雀第六小、昭和8年（1933年）に朱雀第七小、昭和12年（1937年）に朱雀第八小が創立された。
昭和16年（1941年）に国民学校令の施行により学区の根拠が失われ（京都市の学区そのものは昭和17年（1942年）に廃止）、昭和16年6月に国民学校の通学区域を単位とする町内会連合会が発足。朱雀第六国民学校の通学区域を単位として朱雀第六町内会連合会が設置され、戦後のポツダム政令による解体ののち、住民自治の単位である現在の朱雀第六学区となった。

### 地理
朱雀第六学区は、北側が朱雀第二学区と上京区の出水学区、西側が朱雀第二学区と朱雀第四学区、南側が朱雀第五学区と朱雀第一学区、東側が教業学区と接する。区域は、おおむね西は下ノ森通（相合図子通）、北はJR山陰本線と一部で旧二条通、東は二条城西辺の美福通、南は御池通であり、聚楽廻・西ノ京を冠称する町の一部から構成され、西ノ京を冠する町のうち東部（西ノ京小堀町・西ノ京式部町・西ノ京星池町）は近世及び明治初期、西ノ京村ではなく三条台村（二条御城廻）に属した。面積は0.297 平方キロメートルである。

### 人口・世帯数
京都市内では、おおむね元学区を単位として国勢統計区が設定されており、朱雀第六学区の区域に設定されている国勢統計区（中京区第14国勢統計区）における令和2年（2020年）10月の人口・世帯数は4,217人、2,175世帯である。

### 朱雀第六学区の通り

#### 東西の通り
- 旧二条通
- 上押小路通
- 御池通

#### 南北の通り
- 美福通
- 千本通
- 六軒町通
- 七本松通
- 下ノ森通

### 朱雀第六学区の町名
- 聚楽廻南町
- 西ノ京小堀町
- 西ノ京式部町
- 西ノ京内畑町
- 西ノ京永本町
- 西ノ京星池町
- 聚楽廻西町[町 1]
- 西ノ京車坂町[町 1]

1. 1 2  JR山陰本線以南が朱雀第六学区に含まれる。以北は朱雀第二学区となる。

### 交通
鉄道
- JR山陰本線（嵯峨野線）・京都市営地下鉄東西線 二条駅

路線バス
- 京都市営バス・京都バス・西日本ジェイアールバス

### 主な施設
教育機関
- 京都府立朱雀高等学校（西ノ京式部町）
- 京都市立西ノ京中学校（西ノ京永本町）
- 京都市立朱雀第六小学校（西ノ京車坂町）

その他
- 二条自動車教習所（聚楽廻南町・西ノ京内畑町）
- 星池公園（西ノ京星池町）
- 西ノ京内畑郵便局（西ノ京内畑町）

### 歴史
史跡
- 平安京大内裏
  - 朱雀門
  - 朝堂院
  - 豊楽院
  - 典薬寮
  - 治部省
  - 式部省
- 江戸幕府
  - 京都所司代与力・同心屋敷
  - 京都町奉行与力・同心屋敷
  - 京都代官屋敷